# Illaena
Illaena is een kevergeslacht uit de familie van de boktorren (Cerambycidae). De wetenschappelijke naam van het geslacht werd voor het eerst geldig gepubliceerd in 1842 door Erichson.

## Soorten
Illaena omvat de volgende soorten:
- Illaena albertisi Breuning, 1956
- Illaena dawsoni Breuning, 1970
- Illaena exilis Erichson, 1842
- Illaena nigrina (Pascoe, 1866)
- Illaena occidentalis Breuning, 1974